# Rhionaeschna elsia
Rhionaeschna elsia är en trollsländeart som först beskrevs av Philip Powell Calvert 1952.  Rhionaeschna elsia ingår i släktet Rhionaeschna och familjen mosaiktrollsländor. Inga underarter finns listade i Catalogue of Life.